# Siamo chi siamo
Siamo chi siamo è un singolo del cantautore italiano Ligabue, il quinto estratto dal decimo album in studio Mondovisione e pubblicato il 29 agosto 2014.

## Descrizione
Il brano è molto introspettivo, ed è un inno generazionale dedicato a tutti quelli che sono alla ricerca di un'identità in cui riconoscersi a pieno. Ligabue cita le prime parole della Divina Commedia di Dante Alighieri e di San Martino di Giosuè Carducci.

## Video musicale
Il videoclip, diretto da Riccardo Guernieri, ritrae dapprima Ligabue in viaggio che fotografa dei tag e delle scritte sui muri e poi lo stesso cantante seduto dietro una scrivania nel quale vengono proiettate le varie scritte, in diverse vesti.
Questo video, però, ha suscitato anche delle polemiche da parte dell'associazione 100% animalisti che denunciarono il fatto di fare pubblicità occulta ad un pellicciotto di Roberto Cavalli, ma il cantante ha negato tutto.

## Classifiche
| Classifica (2014) | Posizione massima |
| ----------------- | ----------------- |
| Italia            | 38                |